# Sminthopsis fuliginosus
Sminthopsis fuliginosus (syn. Sminthopsis fuliginosa) — вид родини сумчастих хижаків. Це мало відомий вид, ендемік південно-західної Австралії, відомий лише по початку 1840-х років. Етимологія: лат. fuliginosus —«димчастий». 

## Загрози та охорона
Невідомі.